# Иффинг, Эмма
Эмма Иффинг (нем. Emma Üffing), в монашестве Мария Евфимия Иффинг (нем. Maria Euthymia Üffing; 8 апреля 1914, Хальверде, Прусское королевство, Германская империя — 9 сентября 1955, Мюнстер, Северный Рейн-Вестфалия, Федеративная Республика Германия) — монахиня Конгрегации сестёр милосердия Пресвятой Девы и Божией Матери Скорбящей (S.M.S.V.A.M.D.), блаженная Римско-католической церкви. Литургическая память ей отмечается 9 сентября.

## Биография

### Призвание
Эмма Иффинг родилась в Хальверде 8 апреля 1914 года в многодетной семье крестьян Августа Иффинга и Марии, урождённой Шнитт. Её крестили сразу после рождения в местной приходской церкви. В младенчестве она заболела рахитом, что негативно отразилось на её физическом развитии. Начальное образование Эмма получила в школе в Хальверде. В 1924 году она получила первое причастие и конфирмацию от епископа Иоганна Поггенбурга. Ежедневно посещала богослужения. В 1928 году почувствовала призвание к жизни, посвященной Богу. В ноябре 1931 года поступила на курсы по уходу за больными в госпитале святой Анны в Хопштене, где познакомилась с монахинями – клементинками из Мюнстера.
В декабре 1932 года умер отец Эммы. Перед смертью он тяжело болел, и ей позволили вернуться домой и ухаживать за ним. Окончив курсы, в мае 1933 года снова вернулась домой, но уже в марте 1934 года, получив благословение матери, обратилась с просьбой о вступлении в Конгрегацию сестёр милосердия Пресвятой Девы и Божией Матери Скорбящей, или клементинок. Она просила принять её в их общину в Мюнстере. Настоятельница общины, Евфимия Линненкампер, дала ей положительную характеристику. Несмотря на слабое здоровье, просьба Эммы была удовлетворена. 23 июля 1934 года она стала послушницей и взяла себе новое имя Марии Евфимии. 11 октября 1936 года принесла временные монашеские обеты.

### Монашеское служение
Местом её служения был определён госпиталь святого Викентия в Динслакене. После работы в женском отделении, Мария Евфимия стала ухаживать за больными, изолированными от других пациентов, которые находились в деревянном бараке святой Варвары. 3 сентября 1939 года она с отличием защитила диплом медицинской сестры. 15 сентября 1940 года принесла вечные монашеские обеты.
В 1941 году, во время Второй мировой войны, Марии Евфимии поручили заботу о больных военнопленных и иностранных рабочих, среди которых были русские и украинцы. Она служила им с такой самоотдачей и любовью, что пациенты барака прозвали её «Ангелом Любви». Увидев однажды, как голодные военнопленные роются в мусоре, Мария Евфимия стала оставлять для них булочки с маслом, в очищенных ею мусорных контейнерах. Она помогала людям, несмотря на угрозы со стороны надзирателей.
После войны, ей поручили следить за больничным бельём в госпиталях в Динслакене и Мюнстере. Мария Евфимия добросовестно выполняла и эту работу, сохранив добродушное отношение ко всем окружающим её людям. Ежедневно своё свободное время она проводила на молитве перед Святыми Дарами. Врачи диагностировали у неё рак кишечника. Она умерла в Мюнстере утром 9 сентября 1955 года, после продолжительной болезни.

### Почитание
Почти сразу после смерти, началось её почитание среди местных католиков, вскоре распространившееся за пределы Федеративной Республики Германия. 1 сентября 1988 года она была признана досточтимой, а 7 октября 2001 года на площади святого Петра в Риме римский папа Иоанн Павел II причислил её к лику блаженных. Литургическая память ей отмечается 9 сентября.